# Gimnastika na Poletnih olimpijskih igrah 1956
Gimnastika na Poletnih olimpijskih igrah 1956. Tekmovanja so potekala v osmih disciplinah za moške in sedmih za ženske med 3. in 7. decembrom 1956 v Melbournu. 

## Dobitniki medalj
| Disciplina          | Zlato | Srebro                                                                                                  | Bron |
| Mnogoboj ekipno     | Sovjetska zveza · Albert Azarjan · Viktor Čukarin · Valentin Muratov · Boris Šahlin · Pavel Stolbov · Jurij Titov | Japonska · Nobujuki Aihara · Akira Kono · Masumi Kubota · Takaši Ono · Masao Takemoto · Šindži Cukavaki | Finska · Raime Heinonen · Olavi Laimuvirta · Onni Lappalainen · Berndt Lindfors · Martti Mansikka · Kalevi Suciemi |
| Mnogoboj posamično  | Viktor Čukarin (URS)                                                                                              | Takaši Ono (JPN)                                                                                        | Jurij Titov (URS)                                                                                                  |
| Parter              | Valentin Muratov (URS)                                                                                            | Nobujuki Aihara (JPN) · William Thoresson (SWE) · Viktor Čukarin (URS)                                  | |
| Konj z ročaji       | Boris Šahlin (URS)                                                                                                | Takaši Ono (JPN)                                                                                        | Viktor Čukarin (URS)                                                                                               |
| Krogi               | Albert Azarjan (URS)                                                                                              | Valentin Muratov (URS)                                                                                  | Masao Takemoto (JPN) · Masumi Kubota (JPN)                                                                         |
| Preskok             | Helmut Bantz (EUA) · Valentin Muratov (URS)                                                                       | | Jurij Titov (URS)                                                                                                  |
| Enovišinska bradlja | Viktor Čukarin (URS)                                                                                              | Masumi Kubota (JPN)                                                                                     | Takaši Ono (JPN) · Masao Takemoto (JPN)                                                                            |
| Drog                | Takaši Ono (JPN)                                                                                                  | Jurij Titov (URS)                                                                                       | Masao Takemoto (JPN)                                                                                               |

## Dobitnice medalj
| Disciplina               | Zlato | Srebro | Bron |
| Mnogoboj ekipno          | Sovjetska zveza · Polina Astahova · Ljudmila Jegorova · Lidija Kalinina · Larisa Latinina · Tamara Manina · Sofija Muratova | Madžarska · Andrea Bodo · Karolyne Gulyas · Ágnes Keleti · Alice Kertesz · Margit Korondi · Olga Tass      | Romunija · Georgeta Hurmuzachi · Sonia Iovan · Elena Leuşteanu · Elena Mărgărit · Elena Săcălici · Emilia Vătăşoiu |
| ekipno (prenosna orodja) | Madžarska · Andrea Bodo · Karolyne Gulyas · Ágnes Keleti · Alice Kertesz · Margit Korondi · Olga Tass                       | Švedska · Karin Lindberg · Ann-Sofi Pettersson · Eva Rönström · Evy Berggren · Doris Hedberg · Maud Karlén | Sovjetska zveza · Polina Astahova · Ljudmila Jegorova · Lidija Kalinina · Larisa Latinina · Tamara Manina · Sofija Muratova Poljska · Helena Rakoczy · Natalia Kot · Danuta Nowak-Stachow · Dorota Horzonek-Jokiel · Barbara Wilk-Ślizowska · Lidia Szczerbińska |
| Mnogoboj posamično       | Larisa Latinina (URS) | Ágnes Keleti (HUN)                                                                                         | Sofija Muratova (URS) |
| Preskok                  | Larisa Latinina (URS) | Tamara Manina (URS)                                                                                        | Olga Tass (HUN) · Ann-Sofi Pettersson (SWE) |
| Dvovišinska bradlja      | Ágnes Keleti (HUN) | Larisa Latinina (URS)                                                                                      | Sofija Muratova (URS) |
| Gred                     | Ágnes Keleti (HUN) | Eva Bosáková (TCH) · Tamara Manina (URS)                                                                   | |
| Parter                   | Ágnes Keleti (HUN) · Larisa Latinina (URS)                                                                                  | | Elena Leuşteanu (ROU) |

## Medalje po državah
| Poz | Država          | Zlato | Srebro | Bron | Skupaj |
| 1   | Sovjetska zveza | 11    | 6      | 6    | 23     |
| 2   | Madžarska       | 4     | 2      | 1    | 7      |
| 3   | Japonska        | 1     | 5      | 5    | 11     |
| 4   | Nemčija         | 1     | 0      | 0    | 1      |
| 5   | Švedska         | 0     | 2      | 1    | 3      |
| 6   | Češkoslovaška   | 0     | 1      | 0    | 1      |
| 7   | Romunija        | 0     | 0      | 2    | 2      |
| 8   | Finska          | 0     | 0      | 1    | 1      |
| 8   | Poljska         | 0     | 0      | 1    | 1      |